# Siptornopsis
Siptornopsis was een monotypisch geslacht van zangvogels uit de familie ovenvogels (Furnariidae). De enige soort, de grote canastero, is verplaatst naar het geslacht Synallaxis.